# Rafael Durán (piłkarz)
Rafael Durán Martínez (ur. 20 sierpnia 1997 w Guadalajarze) – meksykański piłkarz występujący na pozycji napastnika, od 2025 roku zawodnik Atlante.